# Discografia Ilenei Constantinescu
Discografia Ilenei Constantinescu însumează apariții discografice (ebonite, viniluri, benzi de magnetofon, casete audio, CD-uri) ce conțin înregistrări efectuate la casa de discuri Electrecord, la Institutul de Folclor și la Societatea Română de Radiodifuziune.

## Discuri Electrecord
| An   | Număr de catalog                    | Format                   | Piese | Acompaniament |
| 1953 | EPA 1790                            | shellac, 25 cm, 78 RPM   | Cântă cucul și mierla Cuculeț de la pădure | Orchestra de muzică populară Radio, dirijor Victor Predescu |
| 1954 | EPA 1867                            | shellac, 25 cm, 78 RPM   | Dunăre, Dunăre I-auzi, mândro, pițigoiul | O.M.P.R., dirijor Ionel Banu |
| 1956 | EPA 1988                            | shellac, 25 cm, 78 RPM   | Busuioc, floare cătată | O.M.P.R., dirijor Victor Predescu |
| 1956 | EPA 2157                            | shellac, 25 cm, 78 RPM   | M-a trimis mama la vie | O.M.P.R., dirijor Radu Voinescu |
| 1956 | EPA 2160                            | shellac, 25 cm, 78 RPM   | Mândro, cărările mele | O.M.P.R., dirijor Victor Predescu |
| 1956 | EPA 2222                            | shellac, 25 cm, 78 RPM   | Eu ți-am zis, Leano, să vii | O.M.P.R., dirijor Victor Predescu |
| 1956 | EPA 2269                            | shellac, 25 cm, 78 RPM   | Foaie verde bob năut [Aoleu, soare rotund] | Orchestra Electrecord, dirijor Ionel Budișteanu |
| 1956 | EPA 2270                            | shellac, 25 cm, 78 RPM   | S-a dus cucul | Orchestra „Dezrobirea”, dirijor Ionel Banu |
| 1956 | EPA 2283                            | shellac, 25 cm, 78 RPM   | Vorbă mi-a trimis Gheorghiță Ionel cu haină lungă | O.M.P.R., dirijor Victor Predescu (1) Orchestra Electrecord, dirijor I. Budișteanu (2) |
| 1956 | EPA 2284                            | shellac, 25 cm, 78 RPM   | Foaie verde solz de pește Haida, haida murguleț | Orchestra Electrecord, dirijor Ionel Budișteanu |
| 1956 | EPA 2287                            | shellac, 25 cm, 78 RPM   | Sus pe malul înverzit | O.M.P.R., dirijor Victor Predescu |
| 1957 | EPC 106                             | vinil, 17 cm, 33 RPM     | 2. Foaie verde bob năut [Aoleu soare rotund] | Orchestra Electrecord, dirijor Ionel Budișteanu |
| 1957 | EPD 12                              | vinil, LP, 25 cm, 33 RPM | 6. Dunăre, Dunăre | O.M.P.R., dirijor Ionel Banu |
| 1958 | EPA 2429                            | shellac, 25 cm, 78 RPM   | Dunăre, Dunăre I-auzi cum mai cântă cucul | Orchestra Electrecord, dirijor Constantin Dinicu |
| 1958 | EPA 2451                            | shellac, 25 cm, 78 RPM   | Când ne iubeam noi Dete neica de necaz | Orchestra Electrecord, dirijor Constantin Dinicu |
| 1958 | EPA 2556                            | shellac, 25 cm, 78 RPM   | De când Gheorghe-al meu s-a dus | Orchestra Electrecord, dirijor Ionel Budișteanu |
| 1958 | EPA 2557                            | shellac, 25 cm, 78 RPM   | Gheorghiță, te-am așteptat | Orchestra Electrecord, dirijor Ionel Budișteanu |
| 1958 | EPA 2577                            | shellac, 25 cm, 78 RPM   | La casa cu puțu-n poartă | Orchestra Electrecord, dirijor Ionel Budișteanu |
| 1958 | EPC 147                             | vinil, 17 cm, 33 RPM     | 4. Neică, când ne iubeam noi | Orchestra Electrecord, dirijor Constantin Dinicu |
| 1958 | EPC 168                             | vinil, 17 cm, 33 RPM     | 2. Busuioc, floare cătată | O.M.P.R., dirijor Victor Predescu |
| 1958 | EPA 2577                            | shellac, 25 cm, 78 RPM   | La casa cu puțu-n poartă | Orchestra Electrecord, dirijor Ionel Budișteanu |
| 1959 | EPA 2653                            | shellac, 25 cm, 78 RPM   | N-am putere să mă sui | Orchestra Electrecord, dirijor Nicu Stănescu |
| 1959 | EPA 2662                            | shellac, 25 cm, 78 RPM   | Alunel cu alunele [Alunel din Vadu-Lat] Cântă-mi, cântă-mi cucule | Orchestra Electrecord, dirijor Ionel Budișteanu |
| 1959 | EPA 2663                            | shellac, 25 cm, 78 RPM   | Nu l-ar mai răbda pământul Pe un munte-nalt și verde | Orchestra Electrecord, dirijor Ionel Budișteanu |
| 1959 | EPA 2812                            | shellac, 25 cm, 78 RPM   | Mierlița când e bolnavă | O.M.P.R., dirijor Victor Predescu |
| 1959 | EPD 81                              | vinil, LP, 25 cm, 33 RPM | 15. Neică, când ne iubeam noi | orchestra Costică Dinicu |
| 1960 | EPC 207                             | vinil, 17 cm, 33 RPM     | 3. De când Gheorghe-al meu s-a dus | orchestra Ionel Budișteanu |
| 1961 | EPA 2942                            | shellac, 25 cm, 78 RPM   | Cântec de nuntă [Colo-n deal la Drăgănești] | O.M.P.R., dirijor Victor Predescu |
| 1961 | EPA 2950                            | shellac, 25 cm, 78 RPM   | Pădurice, pădurea Neică fă-te călător | O.M.P.R., dirijor Victor Predescu |
| 1961 | EPC 235                             | vinil, 17 cm, 33 ⅓ RPM   | 3. Pădurice, pădurea 4. Neică fă-te călător | O.M.P.R., dirijor Victor Predescu |
| 1961 | EPE 053                             | vinil, LP, 30 cm, 33 RPM | 13. Dunăre, Dunăre | O.M.P.R., dirijor Ionel Banu |
| 1963 | EPA 3198                            | shellac, 25 cm, 78 RPM   | Pe deal pe la Comăneanu Codrule cu frunza rară | orchestra Victor Predescu |
| 1962 | EPD 1009                            | vinil, LP, 25 cm, 33 RPM | 2. Mierlița când e bolnavă | O.M.P.R., dirijor Victor Predescu |
| 1963 | EPD 1016                            | vinil, LP, 25 cm, 33 RPM | 4. S-a dus cucul... | — |
| 1963 | 45-EPC 303                          | vinil, 17 cm, 45 RPM     | 3. Pe deal pe la Comăneanu 4. Codrule cu frunza rară | orchestra Victor Predescu |
| 1963 | EPE 0107                            | vinil, LP, 30 cm, 33 RPM | 6. Codrule cu frunza rară 16. Pe deal pe la Comăneanu | orchestra Victor Predescu |
| 1963 | EPA 3237                            | shellac, 25 cm, 78 RPM   | De la Severin la vale Neicuță, de când te-ai dus | orchestra Victor Predescu |
| 1963 | EPA 3238                            | shellac, 25 cm, 78 RPM   | Mult mă-ntreabă inima Frumoasă-i noaptea de vară | orchestra Victor Predescu |
| 1963 | 45-EPC 350                          | vinil, 17 cm, 45 RPM     | 1. De la Severin la vale 2. Neicuță, de când te-ai dus 3. Mult mă-ntreabă inima 4. Frumoasă-i noaptea de vară | orchestra Victor Predescu |
| 1964 | EPA 3306                            | shellac, 25 cm, 78 RPM   | Jiule, voinicule (folclor nou) | O.M.P.R., dirijor Victor Predescu |
| 1964 | EPC 523                             | vinil, 17 cm, 33 RPM     | 1. Aș mai sta neică un pic 2. Mult mi-a fost pe lume drag 3. Frunzuliță a bobului 4. Mierlița când e bolnavă | O.M.P.R., dirijor Victor Predescu |
| 1965 | EPA 3335                            | shellac, 25 cm, 78 RPM   | Am avut drăguț în sat Vine dorul primăvara | orchestra Nicu Stănescu |
| 1965 | EPA 3336                            | shellac, 25 cm, 78 RPM   | Vii, neicuță, ori nu vii De când mama m-a făcut | orchestra Nicu Stănescu |
| 1965 | EPC 580                             | vinil, 17 cm, 33 ⅓ RPM   | 1. Am avut drăguț în sat 2. Vine dorul primăvara 3. Vii, neicuță, ori nu vii 4. De când mama m-a făcut | orchestra Nicu Stănescu |
| 1967 | EPC 869                             | vinil, 17 cm, 33 RPM     | 1. Mai ții minte Gheorghe bine 2. Pe deal pe la Viișoara 3. Măi neicuță păr bălan 4. Pe drumul din Slatina | orchestra Nicu Stănescu |
| 1970 | EPD 1268                            | vinil, LP, 25 cm, 33 RPM | 1. N-o fi, puiule, păcat 2. Voinicel străin 3. Ionel de la Comani 4. Măicuța când m-a făcut 5. Când aud pe cer tunând 6. Oltule, apele tale 7. Am iubit ce mi-a plăcut 8. Satul meu, grădină dragă 9. Mă uitai spre Slatina | orchestra Constantin Busuioc |
| 1974 | STM-EPE 0991                        | vinil, LP, 30 cm, 33 RPM | 1. Rândunea cu albă creastă 2. Dragă-mi este ulița 3. S-a dus cucul 4. Apucai pe-o potecea 5. Gheorghiță cu părul creț 6. Nu l-ar mai răbda pământul 7. Mărioară de la munte 8. Auzi neică pițigoiul 9. Colo-n deal la Drăgănești 10. Dunăre, Dunăre 11. Alunelul din Vadul Lat 12. Neică, potecile mele 13. Vine mândra primăvara | Orchestra „Doina Ilfovului”, dirijor Nicolae Băluță |
| 1982 | STC 00213                           | casetă audio             | 1. Rândunea cu albă creastă 2. Dragă-mi este ulița 3. S-a dus cucul 4. Apucai pe-o potecea 5. Gheorghiță cu părul creț 6. Nu l-ar mai răbda pământul 7. Mărioară de la munte 8. Auzi neică pițigoiul 9. Colo-n deal la Drăgănești 10. Dunăre, Dunăre 11. Alunelul din Vadul Lat 12. Neică, potecile mele 13. Vine mândra primăvara 14. N-o fi puiule, păcat 15. Voinicel străin 16. Când aud pe cer tunând | Orchestra „Doina Ilfovului”, dirijor Nicolae Băluță (1-13), orchestra Constantin Busuioc (14-16) |
| 1984 | ST-EPE 02525                        | vinil, LP, 30 cm, 33 RPM | 1. Plopule, frunzele tale 2. Aoleu, soare rotund 3. Cuculeț de la pădure 4. Cântec de militărie 5. De când Gheorghe-al meu s-a dus 6. La cireșul retezat 7. Mult mă-ntreabă inima 8. Măi, neicuță, pentru tine 9. Apucai pe drum la vale 10. Ionică cu părul creț | O.M.P.R., dirijor Marius Olmazu |
| 1991 | ST-EPE 03907 Rău îmi pare după lume | vinil, LP, 30 cm, 33 RPM | 1. Plopușor cu frunza-n dungă 2. Rău îmi pare după lume 3. La fântânița din poartă 4. Frumușel mai cântă cucul 5. Uită-te, neicuță, bine 6. Neicuță din Drăgănești 7. Colo-n vale la Olteț 8. Pe un deal frumos și verde 9. Sus pe malul înverzit 10. Brăduleț de lângă mine 11. Vorbă mi-a trimis Gheorghiță 12. M-a trimis mama la vie 13. Vine neica de pe vale 14. Mierlița când e bolnavă 15. Busuioc, floare cătată | O.M.P.R., dirijori: George Vancu (1-7, 10, 13), Radu Voinescu (8, 12), Marius Olmazu (9, 11), Victor Predescu (14), Ionel Banu (15) |
| 1995 | STC 001033 Rău îmi pare după lume   | casetă audio             | 1. Plopușor cu frunza-n dungă 2. Rău îmi pare după lume 3. La fântânița din poartă 4. Frumușel mai cântă cucul 5. Uită-te, neicuță, bine 6. Neicuță din Drăgănești 7. Colo-n vale la Olteț 8. Pe un deal frumos și verde 9. Mult mă-ntreabă inima 10. Sus pe malul înverzit 11. Brăduleț de lângă mine 12. Vorbă mi-a trimis Gheorghiță 13. M-a trimis mama la vie 14. Vine neica de pe vale 15. Mierlița când e bolnavă 16. Busuioc, floare cătată 17. Cântec de militărie 18. Plopule, frunzele tale | O.M.P.R., dirijori: George Vancu (1-7, 11, 14) Radu Voinescu (8, 13), Marius Olmazu (9, 10, 12, 17, 18), Victor Predescu (15), Ionel Banu (16) |
| 2002 | EDC 500 Rău îmi pare după lume      | compact disc             | 1. Marioară de la munte 2. Dunăre, Dunăre 3. Alunel din Vadul-Lat 4. Frumușel mai cântă cucul 5. Busuioc, floare cătată 6. Mierlița când e bolnavă 7. Bate vântul primăvara 8. Mai ții minte, Gheorghe, bine 9. Pe drumul din Slatina 10. Satul meu, gradină dragă 11. Dinspre Drăgănești la vale 12. Pe un deal frumos și verde 13. Măicuța când m-a făcut 14. Colo-n deal la Drăgănești 15. La fântânița din poartă 16. Brăduleț de lângă mine 17. Uită-te, măicuță, bine 18. Aoleu, soare rotund 19. De la Drăgășani la vale 20. Când aud pe cer tunând 21. Am avut drăguț în sat 22. De când Gheorghe-al meu s-a dus 23. Dragă mi-este ulița 24. Neicuță, de când te-ai dus 25. Neică, fă-te călător 26. La cireșul dintre vii 27. Plopușor cu frunza-n dungă 28. Rău îmi pare după lume | Orchestra „Doina Ilfovului”, dirijor Nicolae Băluță (1-3, 14, 23), O.M.P.R., dirijori: George Vancu (4, 15-17, 27, 28), Ionel Banu (5), Victor Predescu (6-8, 11, 24, 25), Radu Voinescu (12), Marius Olmazu (18, 19, 22, 26) orchestrele: Nicu Stănescu (9, 21), Constantin Busuioc (10, 13, 20) |

## Discuri Eurostar
| An   | Număr de catalog                | Format       | Piese | Acompaniament |
| 2010 | E 564 Dac-așa a fost... să fie! | compact disc | 1. Dac-așa a fost... să fie 3. Mai ții minte Gheorghe bine? 4. Mierlița când e bolnavă 5. Mărioară de la munte 8. Dunăre, Dunăre 9. Nu l-ar mai răbda pământul 10. Măi băiete, vânător 11. Alunel din Vadu Lat 12. Voinicel străin 14. Cine vrea să mă iubească 15. La fântânița din poartă 16. Lenuța mea 17. Dinspre Drăgănești la vale 18. Rău îmi pare după lume | Orchestra de muzică populară Radio, dirijori: Marius Olmazu (1, 16), Victor Predescu (3, 4, 17), Constantin Busuioc (12), George Vancu (15, 18), Orchestra „Doina Ilfovului”, dirijor Nicolae Băluță (5, 8, 9, 10, 11, 14) |

## ÎnregistrăriRadio România
Toate înregistrările Ilenei Constantinescu din Fonoteca Radio România au fost efectuate pe benzi de magnetofon.
| Anul înreg. | Piese | Acompaniament                                          | Note                                                                         |
| 1952        | Busuioc, floare cătată (1) Dunăre, Dunăre (1) I-auzi, mândro, pițigoiul (1) Marioară de la munte (1) Plin e codrul de voinici (1) | Orchestra de muzică populară Radio, dirijor Ionel Banu | primele înregistrări ale artistei                                            |
| 1953        | Cântă cucul și mierla (1) Cuculeț de la pădure (1) Eu ți-am zis, Leano, să vii Mândro, cărările mele Sus pe malul înverzit (1) Vorbă mi-a trimis Gheorghiță (1) | O.M.P.R., dirijor Victor Predescu                      | transpuse și pe discurile EPA 1790, EPA 2160, EPA 2222, EPA 2283 și EPA 2287 |
| 1954        | S-a dus cucul (1) | Orchestra „Dezrobirea”, dirijor Ionel Banu             | transpusă și pe discul EPA 2270                                              |
| 1955        | Busuioc, floare cătată (2) | O.M.P.R., dirijor Victor Predescu                      | transpusă și pe discul EPA 1988                                              |
| 1956        | M-a trimis mama la vie (1) | O.M.P.R., dirijor Radu Voinescu                        | transpusă și pe discul EPA 2157                                              |
| 1959        | Mierlița când e bolnavă | O.M.P.R., dirijor Victor Predescu                      | transpusă și pe discul EPA 2812                                              |
| 1959        | Alunel din Vadu-Lat Când ne iubeam amândoi Veni mândra primăvară [Codrule cu frunza rară] | O.M.P.R., dirijor Radu Voinescu                        | —                                                                            |
| 1961        | Cântec de nuntă [Colo-n deal la Drăgănești] Frumușel mai cântă cucul (1) Neică, fă-te călător Pădurice, pădurea | O.M.P.R., dirijor Victor Predescu                      | transpuse și pe discurile EPA 2942 și EPA 2950                               |
| 1962        | Dinspre Drăgănești la vale (1) Marioară de la munte (2) Neicuță, de când te-ai dus | O.M.P.R., dirijor Victor Predescu                      | La acordeon Marcel Budală                                                    |
| 1962        | Mult mă-ntreabă inima (1) | Orchestra „Doina Argeșului”, dirijor Gheorghe Moreanu  | —                                                                            |
| 1963        | Jiule, voinicule (folclor nou) | O.M.P.R., dirijor Victor Predescu                      | transpusă și pe discul EPA 3306                                              |
| 1964        | Frunzuliță a bobului [N-am o scară să mă sui] | O.M.P.R., dirijor Victor Predescu                      | transpusă și pe discul EPC 523                                               |
| 1964        | Aș mai sta neică un pic Mult mi-a fost pe lume drag | Mică formație din O.M.P.R., dirijor Radu Voinescu      | transpuse și pe discul EPC 523                                               |
| 1964        | De când mama m-a făcut Dorul vine primăvara [Nu l-ar mai răbda pământul] M-a trimis mama la vie (2) Pe un deal frumos și verde Plin e câmpul de voinici (folclor nou) Verde frunză de stejar [Făcea-m-aș un fluierar] | O.M.P.R., dirijor Radu Voinescu                        | —                                                                            |
| 1968        | Bate vântul primăvara [Peste deal la Viișoara] Când aud pe cer tunând Mai ții minte, Gheorghe, bine Măicuța când m-a făcut Măi neicuță, păr bălan Oltule, când vii din munte Pe lume nu m-am căit Plin e codrul de voinici (2) Satul meu, grădină dragă | O.M.P.R., dirijor Victor Predescu                      | —                                                                            |
| 1973        | Cântă cucul și mierla (2) Neică Ghiță din Buzău [Gheorghiță cu părul creț] Neică, potecile mele | O.M.P.R., dirijor Nelu Toma                            | —                                                                            |
| 1975        | Balada șarpelui N-o fi, puiule, păcat | Orchestra „Doina Ilfovului”, dirijor Nicolae Băluță    | —                                                                            |
| 1979        | Neicuță din Slatina Rândunea cu pană albă | O.M.P.R., dirijor Marius Olmazu                        | —                                                                            |
| 1983        | Dragă-mi este ulița La cireșul dintre vii Vii, neicuță, ori nu vii | O.M.P.R., dirijor Marius Olmazu                        | —                                                                            |
| 1984        | Aoleu, soare rotund (2) Apucai pe drum la vale Auzi neică pițigoiu (2) Cântec de militărie [De la Drăgășani la vale] Cuculeț de la pădure (2) De când Gheorghe-al meu s-a dus (2) Ionică cu părul creț La cireșul retezat Măi, neicuță, pentru tine [Mă uitai spre Slatina] Mult mă-ntreabă inima (2) Plopule, frunzele tale Sus pe malul înverzit (2) Voinicel străin Vorbă mi-a trimis Gheorghiță (2) | O.M.P.R., dirijor Marius Olmazu                        | transpuse și pe discurile ST-EPE 02525 și ST-EPE 03907                       |
| 1991        | Brăduleț de lângă mine Colo-n vale la Olteț [Haida, haida murguleț] Frumușel mai cântă cucul (2) Ionel cu haina lungă La fântânița din poartă Neicuță din Drăgănești Plopușor cu frunza-n dungă Rău îmi pare după lume Uită-te, neicuță, bine Vine neica de pe vale | O.M.P.R., dirijor George Vancu                         | transpuse și pe discul ST-EPE 03907                                          |
| 1999        | Am avut drăguț în sat Apucai pe-o potecea De la Drăgănești la vale (2) De mic, sărăcuț de mine Drăguț car cu patru boi Frunzuliță ca năutu [Se duce lumea la lucru] Frunzuliță matostat [Dete daica de necaz] | O.M.P.R., dirijor Paraschiv Oprea                      | —                                                                            |
| 28.06.2013  | Balada puiului de cerb | O.M.P.R., dirijor Adrian Grigoraș                      | ultima înregistrare de studio                                                |

## Filmări TVR
| An         | Piese                                                                                          | Interpretare | Acompaniament                                              | Locație        | Note                                                                      |
| 1976(?)    | Mult mi-a fost pe lume drag S-a dus cucul, pupa-l-aș                                           | playback     | —                                                          | indisp.        | secvențe dintr-un film de televiziune realizat de Ion Filip               |
| 198x       | Busuioc, floare cătată Satul meu, grădină dragă Sus, pe malul înverzit                         | playback     | —                                                          | studio TVR     | filmări realizate de Marioara Murărescu pentru emisiunea Tezaur folcloric |
| 1988       | Alunel din Vadu Lat Mărioară de la munte Mai ții minte, Gheorghe, bine Mierlița când e bolnavă | live         | Orchestra de muzică populară Radio dirijor Paraschiv Oprea | Sala Radio     | Primul Concert Tezaur Folcloric filmări realizate de Marioara Murărescu   |
| 1991       | Mierlița când e bolnavă Rău îmi pare după lume                                                 | playback     | —                                                          | —              | —                                                                         |
| 1999       | Când aud pe cer tunând Frumușel mai cântă cucul Dunăre Dunăre Marioară de la munte             | live         | orchestra Paraschiv Oprea                                  | Sala Radio     | concert aniversar realizat și moderat de Gruia Stoia                      |
| 199x       | Rău îmi pare după lume                                                                         | playback     | —                                                          | studio TVR     | revelion                                                                  |
| 2001       | Drăguț car cu patru boi Marioară de la munte Auzi neică pițigoiul                              | playback     | —                                                          | —              | —                                                                         |
| 2004       | Dunăre Dunăre Marioară de la munte Mierlița când e bolnavă                                     | live         | —                                                          | Brașov         | Festivalul „Cerbul de Aur”                                                |
| 2009       | Marioară de la munte                                                                           | —            | —                                                          | studio TVR     | —                                                                         |
| 2011       | Când aud pe cer tunând                                                                         | live         | Orchestra „Lăutarii” din Chișinău                          | Sala Palatului | decernarea premiilor „Electrecord”                                        |
| 2015       | Rău îmi pare după lume                                                                         | playback     | —                                                          | studio TVR     | La Masa de Paști                                                          |
| 2016       | Dunăre Dunăre Marioară de la munte Busuioc floare cătată                                       | live         | Orchestra „Lăutarii” din Chișinău                          | studio TVR     | emisiunea O dată-n viață                                                  |
| 2017       | De la Drăgășani la vale                                                                        | live         | —                                                          | —              | —                                                                         |
| 29.05.2017 | La cireșul dintre vii                                                                          |              | —                                                          | —              | —                                                                         |
| indisp.    | S-a dus cucul                                                                                  | playback     | —                                                          | —              | revelion                                                                  |
| indisp.    | Când aud pe cer tunând                                                                         | live         | —                                                          | —              | —                                                                         |